# Vehnemoor (Naturschutzgebiet)
Das Vehnemoor ist ein Naturschutzgebiet in den niedersächsischen Gemeinden Bösel im Landkreis Cloppenburg und Edewecht im Landkreis Ammerland.
Das Naturschutzgebiet mit dem Kennzeichen NSG WE 207 ist rund 1.676 Hektar groß. Davon entfallen 1.470 Hektar auf den Landkreis Cloppenburg und 206 Hektar auf den Landkreis Ammerland. Das Gebiet steht seit dem 27. November 2008 unter Naturschutz. In ihm gingen das 1991 ausgewiesene, rund 96 Hektar große Naturschutzgebiet „Vehnemoor-Jordanshof“ (Datum der Verordnung: 11. April 1991) und das ebenfalls 1991 ausgewiesene, rund 64 Hektar große Naturschutzgebiet „Vehnemoor-Dustmeer“ (Datum der Verordnung: 31. Juli 1991) auf. Zuständige untere Naturschutzbehörde sind die Landkreise Landkreis Cloppenburg und Ammerland.
Das Naturschutzgebiet liegt südwestlich von Oldenburg in der Niederung von Vehne und Lahe. Es stellt einen Teil des früher ausgedehnten Vehnemoorkomplexes unter Schutz. In Teilen des Gebietes findet noch industrieller Torfabbau statt. Die Genehmigungen enden 2021[veraltet] und 2022[veraltet]. Die Naturschutzverordnung tritt in diesen Bereichen jeweils mit Ablauf des Jahres in Kraft, in dem der genehmigte Torfabbau endet.
Der größte Teil der Flächen im Naturschutzgebiet wurden und werden nach dem Ende des Torfabbaus durch Wiedervernässung renaturiert. Hier kann sich das Moor regenerieren. Wollgräser und Torfmoose haben die Wiedervernässungsflächen bereits wieder besiedelt. Im Bereich des ehemaligen Naturschutzgebietes „Vehnemoor-Jordanshof“ im Nordwesten des Naturschutzgebietes „Vehnemoor“ stockt überwiegend Moorwald auf einem durch teilweisen Torfabbau und Entwässerung stark veränderten Hochmoorstandort. Im Bereich des ehemaligen Naturschutzgebietes „Vehnemoor-Dustmeer“ im mittleren Bereich des Naturschutzgebietes „Vehnemoor“ stockt ebenfalls Moorwald, der allerdings deutlich lichter als der im Bereich „Jordanshof“ ist. Teile des Gebietes sind noch weitgehend offen. Ähnlich strukturiert ist auch ein kleiner Bereich um das Naturdenkmal „Barwischen Meer“ im Nordosten des Naturschutzgebietes. In beiden Bereichen sind noch naturnahe Elemente des ursprünglichen Hochmoores zu finden. Im ehemaligen Naturschutzgebiet „Dustmoor“ siedeln z. B. die Torfmoose Spieß-Torfmoos, Trügerisches Torfmoos, Mittleres Torfmoos und Warziges Torfmoos, Schmalblättriges und Scheidiges Wollgras, Mittlerer und Rundblättriger Sonnentau, Rosmarin-, Besen- und Glockenheide, Weißes Schnabelried, Pfeifengras, Moosbeere und Gagel. Die Bereiche „Dustmeer“ und „Barwischen Meer“ haben eine hohe Bedeutung für die Wiederbesiedlung der Wiedervernässungsflächen im Naturschutzgebiet. Im Bereich „Barwischen Meer“ ist es infolge des Torfabbaus auf benachbarten Flächen wiederholt zu Schädigungen gekommen. An den Bereich um das „Barwischen Meer“ angrenzende Grünlandbereiche sowie zu Acker kultivierte Flächen sind in das Naturschutzgebiet einbezogen.
Im Naturschutzgebiet sind zahlreiche Vogelarten heimisch, darunter auch viele seltene Arten. Heimisch sind u. a. Kornweihe, Baumfalke, Krickente, Ziegenmelker, Raubwürger, Kiebitz, Großer Brachvogel, Waldschnepfe, Flussregenpfeifer, Feldlerche, Haubenlerche, Baumpieper, Wiesenpieper, Steinschmätzer, Blaukehlchen, Schwarzkehlchen, Goldammer und Rohrammer. Das Gebiet wird auch von verschiedenen Gastvögeln aufgesucht, darunter verschiedene Limikolen wie Säbelschnäbler, Uferschnepfe, Rotschenkel, Grünschenkel, Stelzenläufer, Bekassine, Austernfischer, Waldwasserläufer und Bruchwasserläufer. Die Lachmöwe hat sich in einer Brutkolonie mit mehreren hundert Vögeln angesiedelt. Die Wiedervernässungsflächen sind während des Vogelzuges inzwischen wertvolle Schlafplätze für den Kranich. Auch Zwergschwäne rasten hier in größerer Zahl.
Am oder im Naturschutzgebiet soll ein Monitoring- und Informationszentrum entstehen.